# Francisco Javier García Gutiérrez
Francisco Javier García Gutiérrez (Beratón, 28/04/1928 - Alcalá de Henares, 09/11/2014) fue un profesor, historiador y escritor español, cronista oficial de Alcalá de Henares y fundador de instituciones académicas, periodísticas y de investigación histórica.

## Biografía
Nació en Beratón (Soria) el 28 de abril de 1928. Su padre, Valeriano García Martín, era maestro de escuela y Beratón fue su primer destino profesional; después la familia se trasladó a Samboal (Segovia) y finalmente a Alcalá de Henares (Madrid). Cursó estudios de magisterio en la Escuela Normal de Guadalajara (actual Facultad de Educación de la Universidad de Alcalá).
Su carrera profesional como docente se desarrolló en Alcalá de Henares donde fundó, junto con otros maestros, el Colegio San Ignacio de Loyola (en el edificio que actualmente es el Seminario Diocesano). Simultáneamente, se licenció en Filosofía y Letras por la Universidad Central de Madrid, en la especialidad de Historia de América. El 23 de abril de 1957 contrajo matrimonio con Catalina Lledó Real (nieta de Sergio Real Hernández, destacado industrial harinero), con la que tuvo 4 hijos. Posteriormente el colegio San Ignacio se refundó como Colegio Santo Tomás de Aquino, donde ejerció como maestro y secretario hasta su jubilación. Además, ganó las oposiciones de profesor de Historia y de Literatura, tomando plaza en la Escuela de Maestría Industrial de Alcalá de Henares (actualmente Instituto Alonso de Avellaneda) de la que fue director entre 1976 y 1983. En 1973 formó parte del claustro fundador de la Escuela de Magisterio Cardenal Cisneros de Alcalá de Henares (desde 2010 Centro Universitario Cardenal Cisneros) de los Hermanos Maristas, en la que permaneció como profesor emérito hasta los 73 años de edad. 
Su trayectoria municipalista se inició en 1960 cuando es elegido, por el tercio de familias, como concejal del Ayuntamiento de Alcalá de Henares, desempeñando hasta 1973 las funciones de primer teniente de alcalde y concejal de cultura, deportes y turismo. Durante ese periodo consigue la construcción de cinco nuevos colegios (Historiador Portilla, Antonio de Nebrija, Reyes Católicos, Doctora de Alcalá y Dulcinea) y pone en marcha la primera Ciudad Deportiva Municipal (El Val), los Premios Ciudad de Alcalá, y el festival de cine (ALCINE). De él parte la primera moción reclamando el retorno de la Universidad a Alcalá, en pleno municipal del 26 de julio de 1965. Tomó parte en el primer intento de recuperación de la Universidad, que fracasó al decidirse la creación de la nueva universidad en terrenos de El Goloso, para la que es ahora la Universidad Autónoma de Madrid. A raíz de ello, el consistorio en pleno presentó su dimisión, pero es impedida por el Ministerio de Gobernación. No cejó en su empeño y participó en la gestión que permitió que el 23 de noviembre de 1968 se firmara el acuerdo de renuncia de los antiguos propietarios del Aeródromo Barberán y Collar, que la cedieron para la construcción del actual Campus Universitario.
Se unió al equipo que fundó el periódico local Nuevo Alcalá (1958-1967), del que fue jefe de redacción y director durante varios años. Desde ese periódico comenzó una larga trayectoria de divulgación de la historia local, que continuó posteriormente en el semanario Puerta de Madrid. En 1982 fue miembro fundador de la Institución de Estudios Complutenses, que dirigió entre 1994 y 2009. El 28 de abril de 1998 fue nombrado cronista oficial de Alcalá de Henares, actividad que mantuvo hasta su fallecimiento el 9 de noviembre de 2014.

## Obra
Es autor de numerosos trabajos de investigación histórica, publicados en forma de artículos de divulgación y libros, destacan:
- Alcalá de Henares, la Ciudad del Saber y del Hacer. Barcelona: Edi-Novum; 1980. ISBN 9788485532032
- Alcalá, Alba de América. Alcalá de Henares: Institución de Estudios Complutenses; 1986. ISBN 9788450527780
- La Sociedad de Condueños. Historia de la defensa de los edificios que fueron Universidad. Alcalá de Henares: Excmo Ayto Alcalá de Henares; 1986.
- Alcalá de Henares. Barcelona: Editorial Lunwerg; 1997. ISBN 9788477824527
- La Sociedad de Condueños: Historia de los complutenses que salvaron una Universidad. Alcalá de Henares: Sociedad de Condueños de los Edificios que Fueron Universidad; 2000.
- El Hospital Militar de Alcalá de Henares. De colegio-convento a Facultad de Económicas y Empresariales. Alcalá de Henares: Universidad de Alcalá; 2001. ISBN 9788481384291
- Historia de Meco. Madrid: Ayuntamiento de Meco; 2002. ISBN 9788460631460
- La biblioteca de los Huerta Calopa. Recuerdo y testimonio. Alcalá de Henares: Empresa Promoción de Alcalá; 2006. ISBN 9788461118083
- Alcalá de Henares, la Ciudad de las Artes y las Letras. Barcelona: Editorial Lunwerg; 2010. ISBN 9788497856768

## Reconocimiento

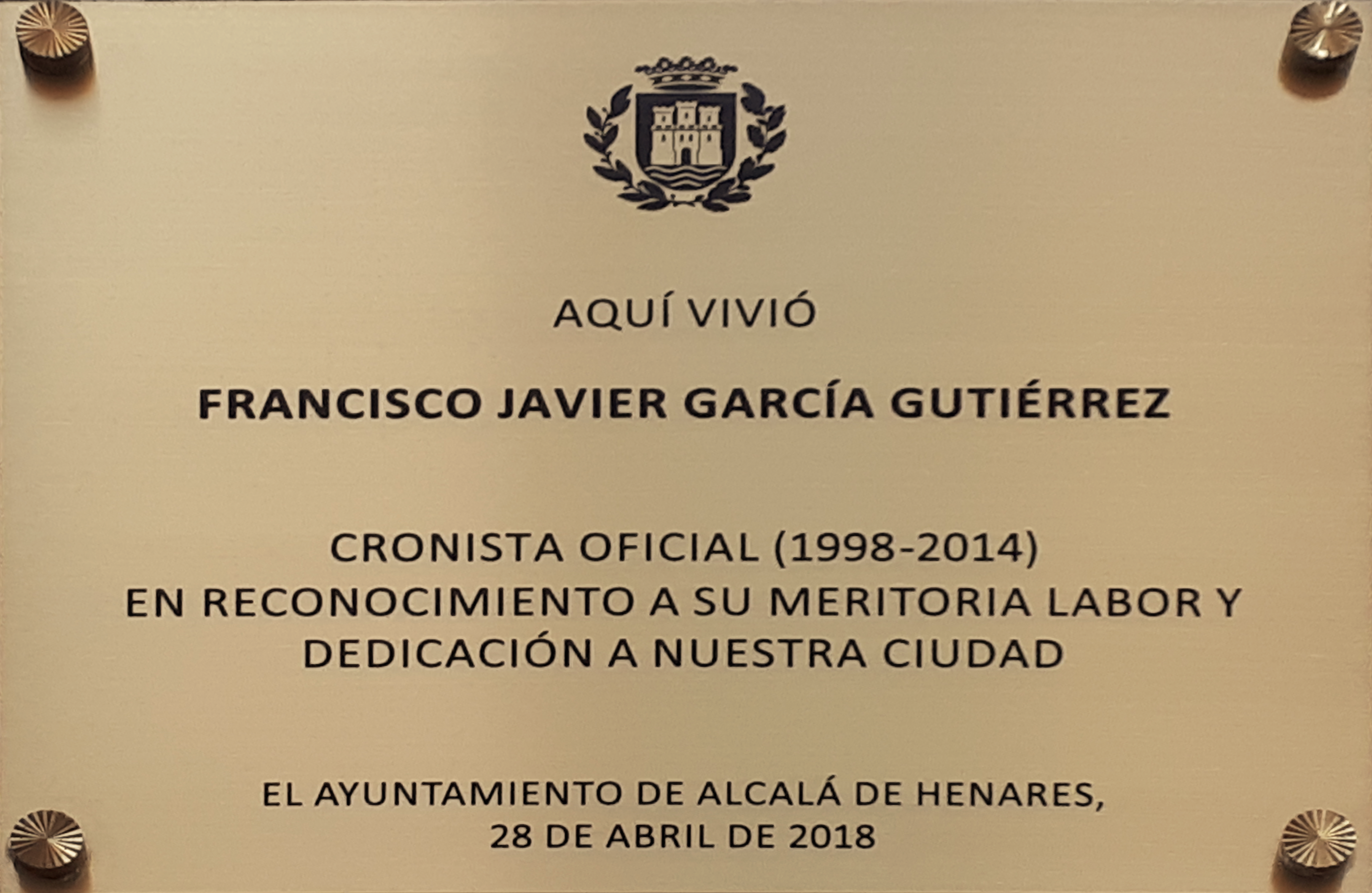
Placa conmemorativa como Cronista Oficial de Alcalá de Henares (inaugurada el 28/04/2018).

- Nombrado hijo adoptivo de Alcalá de Henares el 28 de abril de 2011.[6]
- Lleva su nombre el premio de investigación histórica de los Premios Ciudad de Alcalá.
- Presidente de Honor a título póstumo de la Institución de Estudios Complutenses (2017).[7]